# Palacio Anhak
El Palacio Anhak o Anhakgung (en hangul, 안학궁; en hanja, 安鶴宮; McCune-Reischauer, Anhakkung) fue un complejo palaciego que sirvió como la residencia principal de los monarcas del Reino de Goguryeo. El complejo estaba situado al pie del Monte Taesong, en Pionyang, y fue construido en el año 427 d. C., cuando la capital del reino fue trasladada a esta ciudad desde Gungnae. La ubicación del antiguo palacio corresponde al actual distrito de Taesong, en Pionyang, Corea del Norte.

## Historia
La antigua capital del Reino de Goguryeo era Gungnae, una fortaleza situada en la orilla occidental del río Yalu. La fortaleza se encontraba en una pequeña llanura rodeada de montañas, lo que limitaba su expansión y desarrollo como capital. En el año 427, el rey Jangsu decidió trasladar la capital de Gungnae a Pionyang, una ciudad ubicada en una extensa llanura a orillas del río Taedong. A diferencia de la antigua capital, esta región era ideal para convertirse en una floreciente metrópolis. Este cambio de capital permitió al Reino de Goguryeo consolidar su dominio sobre la península coreana y alcanzar un alto nivel de prosperidad cultural y económica.
El traslado de la capital a Pionyang, en el año 427, también llevó al rey Jangsu a ordenar la construcción de un complejo palaciego, con el fin de establecer exitosamente el centro del poder político del reino en la ciudad. El complejo fue construido al pie del Monte Taesong y recibió el nombre de Anhakgung (Palacio Anhak). Sin embargo, la nueva capital y su complejo palaciego aún estaban expuestos a ataques externos, lo que llevó a la construcción de la fortaleza de Taesong, una enorme fortificación de piedra situada también al pie del Monte Taesong y que coincidía con el complejo palaciego.
Como residencia principal de los monarcas de Goguryeo, el Anhakgung servía para hospedar al rey y a la corte real. La importancia del complejo no solo recaía en ser el centro político del reino, sino también en ser el lugar desde donde el rey patrocinaba a las élites locales. Dado que estas élites estaban más familiarizadas con la situación política de la península, era fundamental integrarlas en la burocracia del reino.

## Descripción
La disposición del palacio seguía de cerca el sistema arquitectónico coreano, utilizando el diseño característico de las fortalezas coreanas. Era el lugar donde residía habitualmente el rey. La nobleza y las personas comunes vivían fuera de este castillo, y alrededor del área urbana se encontraba una fortaleza exterior. En el exterior de los muros este y oeste del palacio había un foso. El interior del complejo estaba compuesto por grandes palacios separados, pasillos, jardines artificiales y lagos. Se han identificado 52 sitios dentro del palacio.
El palacio estaba rodeado por una muralla con un perímetro total de 2,488 metros (8,163 pies), con un lado que mide 622 metros (2,041 pies) de largo. La superficie total del palacio es de 380,000 metros cuadrados (4,100,000 pies cuadrados). Tres arroyos descienden de la montaña: uno desembocaba en un estanque dentro del palacio, mientras que los otros dos alimentaban los fosos al este y al oeste del complejo. El palacio contaba con jardines paisajísticos.